# Bermudaanse voetbalbond
De Bermuda Football Association (afgekort BFA) is de Bermudaanse tak van de FIFA. De BFA werd opgericht in 1928 en erkend door de FIFA in 1962. Hun hoofdkantoor staat in Hamilton. De president is Lary Mussenden. De BFA organiseert onder andere de Cingular Wireless Premier Division, de profdivisie in Bermuda.
De BFA is ook verantwoordelijk voor het Bermudaans voetbalelftal en het Bermudaans voetbalelftal.
BFA · A-internationals · Bondscoaches · Statistieken · Bermudaans vrouwenelftal · Bermuda U21 · Bermuda U20 · Bermuda U19 · Bermuda U17
1960 – 1969 · 
1970 – 1979 · 
1980 – 1989 · 
1990 – 1999 · 
2000 – 2009 · 
2010 – 2019 ·
2020 − 2029
1964 · 
1965 · 
1966 · 
1967 · 
1968 · 
1969 · 
1970 · 
1971 · 
1972 · 
1973 · 
1974 · 
1975 · 
1976 · 
1977 · 
1978 · 
1979 · 
1980 · 
1981 · 
1982 · 
1983 · 
1984 · 
1985 · 
1986 · 
1987 · 
1988 · 
1989 · 
1990 · 
1991 · 
1992 · 
1993 · 
1994 · 
1995 · 
1996 · 
1997 · 
1998 · 
1999 · 
2000 · 
2001 · 
2002 · 
2003 · 
2004 · 
2005 · 
2006 · 
2007 · 
2008 · 
2009 · 
2010 · 
2011 · 
2012 · 
2013 · 
2014 ·
2015 ·
2016 ·
2017 ·
2018 ·
2019 ·
2020 ·
2021 ·
2022 ·
2023 ·
2024
Amerikaanse Maagdeneilanden ·
Antigua en Barbuda ·
Aruba ·
Bahama's ·
Barbados ·
Belize ·
Britse Maagdeneilanden ·
Brunei ·
Canada ·
Costa Rica ·
Cuba ·
Denemarken ·
Dominica ·
Dominicaanse Republiek ·
El Salvador ·
Finland ·
Grenada ·
Guatemala ·
Guinee ·
Guyana ·
Haïti ·
Honduras ·
IJsland ·
Jamaica ·
Kaaimaneilanden ·
Mexico ·
Montserrat ·
Nederlandse Antillen ·
Nicaragua ·
Noorwegen ·
Panama ·
Puerto Rico ·
Saint Kitts en Nevis ·
Saint Lucia ·
Saint Vincent en de Grenadines ·
Suriname ·
Trinidad en Tobago ·
Venezuela ·
Verenigde Staten